# Alpecin-Deceuninck
Alpecin-Deceuninck (código UCI: ADC) es un equipo ciclista profesional de Bélgica de categoría UCI WorldTeam.
El equipo durante los últimos años ha predominado las carreras de ciclocrós. También es el dominador absoluto de la categoría ProSeries desde la creación de la misma en 2020, lo que le ha valido ser invitado de la UCI a las Grandes Vueltas (Giro de Italia, Tour de Francia y Vuelta a España) como campeón de la categoría, siendo su más fuerte rival el equipo Arkéa Samsic.  
Estuvo financiado por la compañía aérea turco-neerlandesa Corendon Airlines y la compañía de apuestas belga Circus.

## Corredor mejor clasificado en las Grandes Vueltas
| Año  | Giro de Italia            | Tour de Francia           | Vuelta a España      |
| ---- | ------------------------- | ------------------------- | -------------------- |
| 2019 | -                         | -                         | -                    |
| 2020 | -                         | -                         | -                    |
| 2021 | 20.º Louis Vervaeke       | 29.º Xandro Meurisse      | 48.º Floris De Tier  |
| 2022 | 57.º Mathieu van der Poel | 60.º Silvan Dillier       | 39.º Xandro Meurisse |
| 2023 | 45.º Stefano Oldani       | 57.º Mathieu van der Poel | 112.º Jimmy Janssens |
| 2024 | 23.º Nicola Conci         | 96.º Mathieu van der Poel | 55.º Xandro Meurisse |
| 2025 | 85.º Quinten Hermans      | 22.º Xandro Meurisse      | Bandera de ?         |

## Clasificaciones UCI

### UCI Europe Tour
| Temporada | Clasificación por equipos | Mejor corredor       | Puesto |
| 2009      | 82.º                      | Niels Albert         | 280.º  |
| 2010      | 92.º                      | Niels Albert         | 600.º  |
| 2011      | 91.º                      | Niels Albert         | 525.º  |
| 2012      | 109.º                     | Marcel Meisen        | 903.º  |
| 2013      | 77.º                      | Philipp Walsleben    | 167.º  |
| 2014      | 53.º                      | Mathieu van der Poel | 46.º   |
| 2015      | 91.º                      | Mathieu van der Poel | 270.º  |
| 2016      | 108.º                     | Mathieu van der Poel | 794.º  |
| 2017      | 36.º                      | Mathieu van der Poel | 59.º   |
| 2018      | 32.º                      | Mathieu van der Poel | 14.º   |
| 2019      | 3.º                       | Mathieu van der Poel | 11.º   |
| 2020      | 1.º                       | Mathieu van der Poel | 4.º    |
| 2021      | 1.º                       | Mathieu van der Poel | 6.º    |
| 2022      | 1.º                       | Mathieu van der Poel | 9.º    |

### UCI World Ranking
La Unión Ciclista Internacional elaboraba el Ranking UCI de clasificación de los ciclistas y equipos profesionales.
| Año  | Clasificación por equipos | Mejor corredor       | Posición |
| 2023 | 8.º                       | Mathieu van der Poel | 7.º      |

## Material ciclista

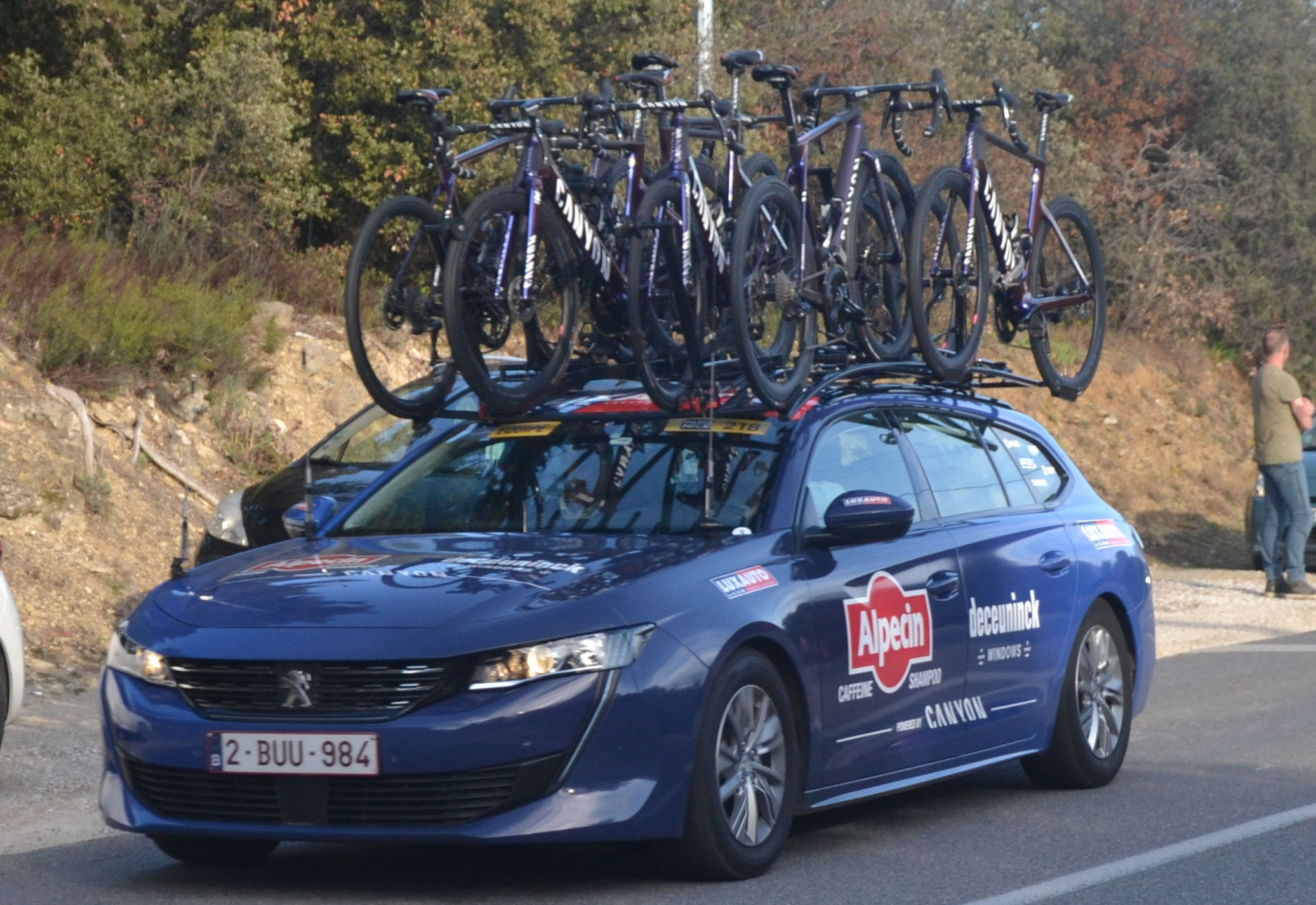
Vehículo del equipo.

El equipo utiliza bicicletas Canyon Bikes y equipamiento Kalas.

## Palmarés
Para años anteriores, véase Palmarés del Alpecin-Deceuninck

### Palmarés 2025

#### UCI WorldTour
| Fechas      | Carreras                       | Ganador              |
| 22 de marzo | Milán-San Remo                 | Mathieu van der Poel |
| 28 de marzo | E3 Saxo Classic                | Mathieu van der Poel |
| 13 de abril | París-Roubaix                  | Mathieu van der Poel |
| 15 de mayo  | 6.ª etapa del Giro de Italia   | Kaden Groves         |
| 5 de julio  | 1.ª etapa del Tour de Francia  | Jasper Philipsen     |
| 6 de julio  | 2.ª etapa del Tour de Francia  | Mathieu van der Poel |
| 26 de julio | 20.ª etapa del Tour de Francia | Kaden Groves         |

#### UCI ProSeries
| Fechas      | Carreras                         | Ganador          |
| 2 de marzo  | Kuurne-Bruselas-Kuurne           | Jasper Philipsen |
| 27 de abril | 1.ª etapa del Tour de Turquía    | Simon Dehairs    |
| 28 de abril | 2.ª etapa del Tour de Turquía    | Tibor Del Grosso |
| 19 de junio | 2.ª etapa de la Vuelta a Bélgica | Jasper Philipsen |

#### Circuitos Continentales UCI
| Fechas     | Circuito             | Carreras          | Ganador              |
| 4 de marzo | UCI Europe Tour 2025 | Le Samyn          | Mathieu van der Poel |
| 9 de junio | UCI Europe Tour 2025 | Antwerp Port Epic | Timo Kielich         |

#### Campeonatos nacionales
| Fechas | Carreras | Ganador |

## Plantilla
Para años anteriores, véase Plantillas del Alpecin-Deceuninck

### Plantilla 2025
| Corredor              | Nacimiento | Nacionalidad  | Equipo 2024                         |
| Tobias Bayer          | 17/11/1999 | Austria       | Alpecin-Deceuninck                  |
| Lars Boven            | 13/08/2001 | Países Bajos  | Alpecin-Deceuninck                  |
| Ramses Debruyne       | 31/08/2002 | Bélgica       | Alpecin-Deceuninck Development Team |
| Simon Dehairs         | 04/06/2001 | Bélgica       | Alpecin-Deceuninck Development Team |
| Tibor Del Grosso      | 27/07/2003 | Países Bajos  | Alpecin-Deceuninck Development Team |
| Silvan Dillier        | 03/08/1990 | Suiza         | Alpecin-Deceuninck                  |
| Samuel Gaze           | 12/12/1995 | Nueva Zelanda | Alpecin-Deceuninck                  |
| Robbe Ghys            | 11/01/1997 | Bélgica       | Alpecin-Deceuninck                  |
| Gal Glivar            | 01/05/2002 | Eslovenia     | UAE Team Emirates Gen Z             |
| Michael Gogl          | 04/11/1993 | Austria       | Alpecin-Deceuninck                  |
| Kaden Groves          | 23/12/1998 | Australia     | Alpecin-Deceuninck                  |
| Quinten Hermans       | 29/07/1995 | Bélgica       | Alpecin-Deceuninck                  |
| Juri Hollmann         | 30/08/1999 | Alemania      | Alpecin-Deceuninck                  |
| Jimmy Janssens        | 30/05/1989 | Bélgica       | Alpecin-Deceuninck                  |
| Timo Kielich          | 05/08/1999 | Bélgica       | Alpecin-Deceuninck                  |
| Xandro Meurisse       | 31/01/1992 | Bélgica       | Alpecin-Deceuninck                  |
| Jasper Philipsen      | 02/03/1998 | Bélgica       | Alpecin-Deceuninck                  |
| Edward Planckaert     | 01/02/1995 | Bélgica       | Alpecin-Deceuninck                  |
| Jensen Plowright      | 15/05/2000 | Australia     | Alpecin-Deceuninck                  |
| Johan Price-Pejtersen | 26/05/1999 | Dinamarca     | Team Bahrain Victorious             |
| Jonas Rickaert        | 07/02/1994 | Bélgica       | Alpecin-Deceuninck                  |
| Oscar Riesebeek       | 23/12/1992 | Países Bajos  | Alpecin-Deceuninck                  |
| Henri Uhlig           | 01/08/2001 | Alemania      | Alpecin-Deceuninck                  |
| Fabio Van den Bossche | 21/09/2000 | Bélgica       | Alpecin-Deceuninck                  |
| Mathieu van der Poel  | 19/01/1995 | Países Bajos  | Alpecin-Deceuninck                  |
| Stan Van Tricht       | 20/09/1999 | Bélgica       | Alpecin-Deceuninck                  |
| Luca Vergallito       | 14/09/1997 | Italia        | Alpecin-Deceuninck                  |
| Gianni Vermeersch     | 19/11/1992 | Bélgica       | Alpecin-Deceuninck                  |
| Emiel Verstrynge      | 04/02/2002 | Bélgica       | Alpecin-Deceuninck Development Team |

Stagiaires

Desde el 1 de agosto, los siguientes corredores pasaron a formar parte del equipo como stagiaires (aprendices a prueba).
| Corredor       | Nacimiento | Nacionalidad | Equipo 2025 |
| -------------- | ---------- | ------------ | ----------- |
| Simon Goossens | 15/09/1999 | Bélgica      |             |